# Mark Stoermer
Mark August Stoermer (născut pe 28 iunie 1977, în Texas, SUA) este basistul trupei americane de rock alternativ The Killers.

## Copilăria și adolescența
Mark Stoermer s-a născut în Texas, însă s-a mutat cu familia lui în Las Vegas, și a urmat acolo liceul Chaparral, pe care l-a absolvit în anul 1995. Mai târziu a studiat filosofia și a luat lecții de muzică la UNLV, însă primul său contact cu muzica se produsese încă din timpul liceului, atunci când cântase la trompetă în orchestra de jazz a școlii.Ulterior, Stoermer a lucrat o perioadă drept curier medical, transportând materiale riscante pentru mediul înconjurător și organe pentru transplante. În același timp, a studiat atent muzica mai multor formații, printre care The Rolling Stones, Talking Heads și Television.

## Cariera
Influențele muzicale ale lui Stoermer includ The Beatles, The Who, Pearl Jam, Nine Inch Nails, și The Mars Volta. Printre primele trupe în care a cântat se numără Habit Rouge și Negative Ponies (în ambele formații a fost chitarist).
Primul contact pe care l-a avut cu actualii colegi de trupă a fost în 2002, și a cântat alături de ei ca basist în mai multe rânduri în acel an. La începutul anului 2003, el a devenit membru oficial al trupei, după ce Ronnie Vannucci Jr. devenise toboșarul trupei. În această formulă, The Killers au scos trei albume de studio, o compilație și șaisprezece single-uri.

## Trivia
- Mark Stoermer are rădăcini olandeze și australiene, tatăl său având dublă cetățenie (americană și australiană). Cu toate acestea, Stoermer nu a vizitat niciodată Australia până în 2004, în timpul turneului de promovare al albumului de debut al formației, Hot Fuss.

- Stoermer preferă să cânte la chitară bas folosindu-și degetul mare, în loc să ciupească corzile cu arătătorul și degetul mijlociu cum fac mulți basiști.

- Nu fumează și nu bea, iar băutura sa favorită este Orange Juice.